# (58355) 1995 FN
1995 أف أن (ويعرف أيضًا باسم (58355) 1995 أف أن وفق تسمية الكوكب الصغير) (بالإنجليزية: 1995 FN)‏ هو كويكب ضمن حزام الكويكبات؛ وترتيبه 58355 من حيث الاكتشاف.
اكتُشف هذا الجُرم الفلكي بواسطة تاكيشي أوراتا ‏ في 26 مارس 1995.

## وصلات خارجية
- (58355) 1995 FN في قاعدة بيانات مختبر الدفع النفاث لأجرام النظام الشمسي الصغيرة

- الاكتشاف · مخطط المدار ·  العناصر المدارية · المعلمات المادية

- (58355) 1995 FN على موقع ويكي سكاي: DSS2, SDSS, GALEX, IRAS, Hydrogen α, X-Ray, Astrophoto, Sky Map, Articles and images